# Захват заложников в ИК-19 в Суровикине
23 августа 2024 года в исправительной колонии № 19 в городе Суровикино Волгоградской области четверо исламистов-заключённых с ножами напали на сотрудников колонии и других заключённых, взяв часть из них в заложники. Все 4 бунтовщика были убиты спустя несколько часов в ходе операции по освобождению заложников. Кроме бунтовщиков, погибли 4 человека.

## Ход событий
Примерно в 12 часов 30 минут, 23 августа 2024 года несколько заключённых во время заседания дисциплинарной комиссии, захватили исправительную колонию № 19 в городе Суровикино Волгоградской области и взяли в заложники сотрудников, включая начальника колонии Андрея Девятова. По заявлениям самих террористов, они являлись сторонниками «Исламского государства» и мстили за задержанных по делу о теракте в «Крокус Сити Холле».
Трое сотрудников были убиты, ещё один в тот же день скончался в больнице. Начальник колонии Девятов с тяжелыми ранениями был отправлен в реанимацию в крайне тяжёлом состоянии.
Штурм вёлся с 16:00 по 16:30 при участии спецподразделения УФСИН по Волгоградской области «Барс», СОБР регионального управления Росгвардии и ОМОН. В ходе штурма все террористы были убиты. Один из них пытался подорвать себя с помощью «жилета смертника», но система не сработала.

## Расследование
По факту нападения на колонию Следственный комитет РФ возбудил уголовное дело по части 4 статьи 206 («Захват заложников») и части 3 статьи 321 («Дезорганизация деятельности учреждений, обеспечивающих изоляцию от общества») УК РФ.
После аналогичного инцидента 16 июня 2024 года в Ростове-на-Дону начальники исправительных колоний заявили, что всегда готовы к таким случаям, и вводить новые меры предосторожности не следует.
Депутат Госдумы Александр Хинштейн выразил своё возмущение фактами коррупции в исправительной колонии, где сотрудники продавали боевикам ножи и телефоны, несмотря на возрастающую от таких действий угрозу.